# Gare de Mandelieu-la-Napoule
La gare de Mandelieu-la-Napoule est une gare ferroviaire française de la Ligne de Marseille-Saint-Charles à Vintimille (frontière), située sur le territoire de la commune de Mandelieu-la-Napoule, dans le département des Alpes-Maritimes en région Provence-Alpes-Côte d'Azur.
C'est une gare de la Société nationale des chemins de fer français (SNCF), desservie par des trains TER Provence-Alpes-Côte d'Azur.

## Situation ferroviaire
Établie à 8 m d'altitude, la gare de Mandelieu-la-Napoule est située au point kilométrique (PK) 185,499 de la Ligne de Marseille-Saint-Charles à Vintimille (frontière), entre les gares de Théoule-sur-Mer et de Cannes-la-Bocca.

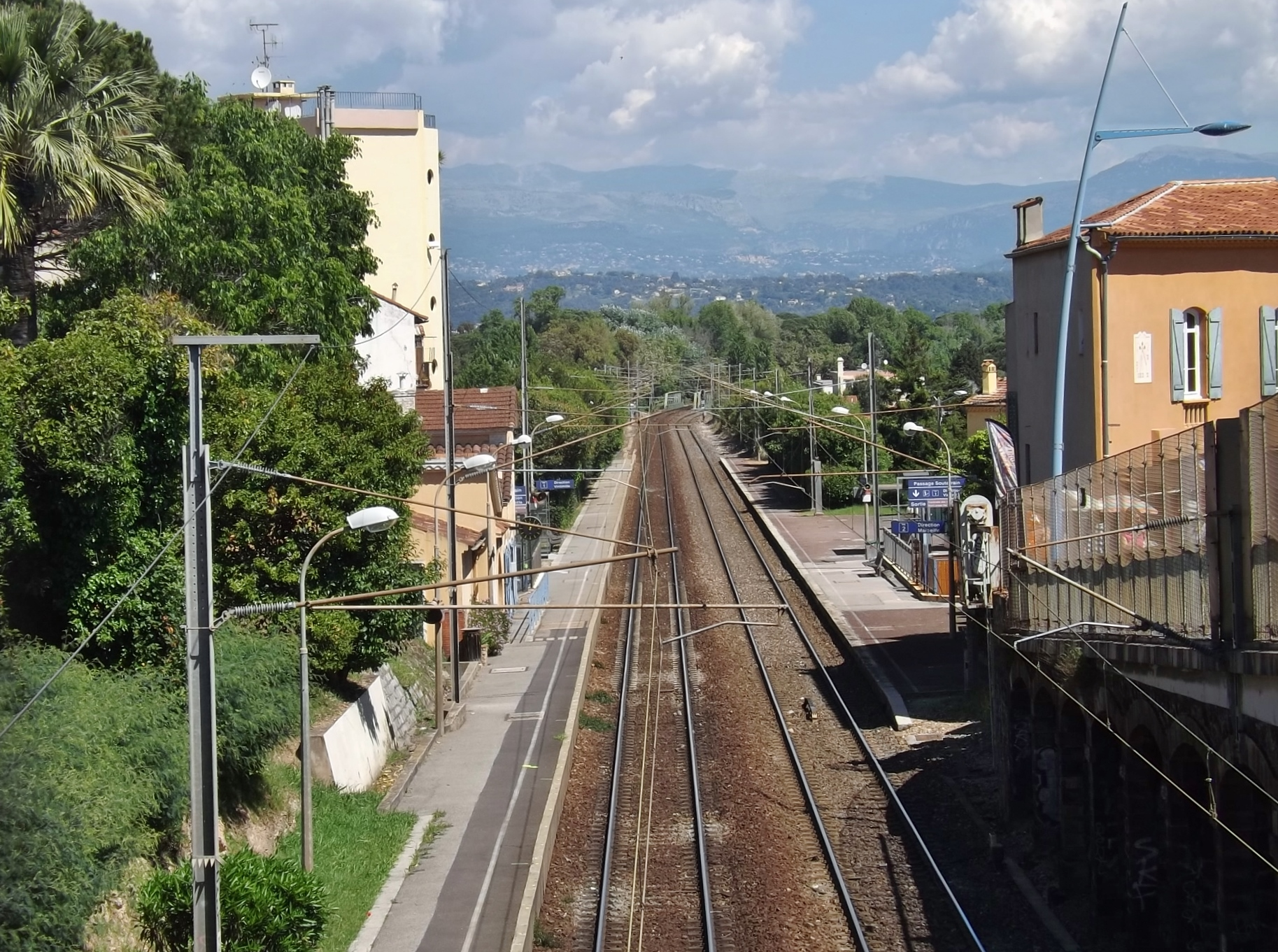
Quais et voies de la gare, vers Cannes.

## Fréquentation
De 2015 à 2023, selon les estimations de la SNCF, la fréquentation annuelle de la gare s'élève aux nombres indiqués dans le tableau ci-dessous.
| Année     | 2015    | 2016    | 2017    | 2018    | 2019    | 2020   | 2021   | 2022    | 2023    |
| --------- | ------- | ------- | ------- | ------- | ------- | ------ | ------ | ------- | ------- |
| Voyageurs | 133 909 | 119 908 | 140 646 | 100 620 | 121 386 | 67 170 | 91 651 | 131 714 | 151 857 |

## Service des voyageurs

### Accueil
Gare SNCF, elle dispose d'un bâtiment voyageurs, avec guichet, ouvert tous les jours. Elle est équipée d'automates pour l'achat de titres de transport.

### Desserte
Mandelieu-la-Napoule est desservie par des trains TER Provence-Alpes-Côte d'Azur, qui effectuent des missions entre Les Arcs - Draguignan et Cannes, Nice-Ville ou Menton.

### Intermodalité
Un parking est aménagé. Des bus desservent la gare.